# سیمپسون‌ها
سیمپسون‌ها (به انگلیسی: The Simpsons) مجموعه تلویزیونی پویانمایی آمریکایی ساخته مت گرینیگ است که برای شبکه رسانه‌ای فاکس ساخته می‌شود. این مجموعه تلویزیونی نمایشی طنز از سبک زندگی خانواده سیمپسون‌ها است که از هومر، مارج، بارت، لیسا و مگَی تشکیل می‌شود. داستان این مجموعه در شهر ساختگی اِسپرینگ‌فیلد می‌گذرد که فرهنگ آمریکایی، ارتباطات تلویزیونی و دیگر رفتارهای انسانی را به تصویر می‌کشد.

## پخش
این خانواده در ابتدا توسط گروینیگ کمی پیش از آغاز مجموعه پویانمایی کوتاه به کارگردانی جیمز ال. بروکس ساخته شد. او یک خانواده از هم گسیخته را ساخت و آن‌ها را بر اساس خانواده خودش نام‌گذاری کرد و خود را بارت می‌داند. در ۱۹ آوریل ۱۹۸۷ این مجموعه بخشی از نمایش تریسی آلمن شد. پس از پخش سه فصل، مجموعه به یک نمایش نیم ساعتی پربیننده تبدیل شد که برای فاکس اهمیت داشت. نخستین مجموعه این شبکه (۱۹۸۹–۱۹۹۰) که در لیست ۳۰ مجموعه برتر در یک فصل قرار گرفت.

## رکورد
از آغاز پخش مستقل این مجموعه در ۱۷ دسامبر ۱۹۸۹، تا دسامبر ۲۰۱۷، ۶۲۷ قسمت این پویانمایی پخش شده که در حال حاضر فصل ۳۱ آن در حال پخش است. سیمپسون‌ها بلندترین مجموعه تلویزیونی کمدی موقعیت است. این مجموعه در سال ۲۰۰۹ با گذراندن مجموعه دود اسلحه به طولانی‌ترین مجموعه آمریکایی تبدیل شده‌است.

## بازخورد
مجموعه سیمپسون‌ها به‌طور گسترده‌ای تحسین شده‌است. خصوصاً برای ده فصل نخست که آن را «دوران طلایی» نامیدند. مجله تایم آن را بهترین مجموعه فاکس نامید. همچنین ای. وی. کلاب آن را «مهم‌ترین دستاورد تلویزیون صرف نظر از سبک» خواند. در ۱۴ ژوئن ۲۰۰۰ سیمپسون‌ها یک ستاره در پیاده‌روی مشاهیر هالیوود کسب کردند. از هنگامی که سیمپسون‌ها به عنوان مجموعه آغاز به کار کرد جوایز متعددی شامل ۳۱ جایزه امی ساعات پربیننده ،۳۰ جایزه آنی و یک جایزه پیبادی دریافت نمود. هنگامی که سیمپسون‌ها تحت تأثیر دیگر مجموعه‌های کمدی موقعیت بزرگسال قرار گرفته بود تکیه کلام هومر «دوه» وارد زبان انگلیسی شد. با این حال سیمپسون‌ها مورد انتقاد قرار گرفت چرا که بسیاری اعتقاد داشتند کیفیت مجموعه در طی زمان کاهش یافته‌است.

## نقش‌های داستان

شخصیت‌های سیمپسون‌ها در یک نگاه

### اعضای خانواده
سیمپسون‌ها خانواده‌ای هستند که در یک شهر خیالی به نام اِسپرینگ‌فیلد زندگی می‌کنند. پدر خانواده، هومِر به عنوان نگهبان امنیتی در نیروگاه برق اتمی اسپرینگفیلد کار می‌کند. موقعیتی که در تضاد با بی‌دقتی و رفتارهای احمقانه او است. او با مارج سیمپسون ازدواج کرده‌است. مارج زن خانه‌دار کلیش‌های و یک مادر است. آن‌ها دارای سه فرزند هستند: «بارت» یک دردسر ساز ده ساله، «لیسا» یک کودک هفت ساله باهوش و پر جنب و جوش و «مَگی» که نمی‌تواند حرف بزند، اما با مکیدن یک پستانک ارتباط برقرار می‌کند. با اینکه این خانواده ازهم‌گسیخته‌است اما قسمت‌های زیادی به بررسی روابط آن‌ها و اهمیت قائل شدن آن‌ها برای یک دیگر می‌پردازد. این خانواده دارای یک سگ به نام سانتاز لیتل هلپر و یک گربه به نام اسنوبال پنجم هستند که بعدها در قسمت «من، (گرانت اذیت شده)-ربات» به «اسنوبال دوم» تغییر نام داد. هر دو این حیوانات در قسمت‌های مختلفی نقش اول بودند.

#### هوگو سیمپسون
هوگو سیمپسون (با صداپیشگی نانسی کارترایت) - دوقلو به هم چسبیده بارت از بخش «خانه درختی وحشت هفتم» «چیز و من» است. او و بارت در دوران نوزادی توسط دکتر هیبرت از هم جدا شدند و او را "شیطان" تلقی کردند. مارج و هومر برای پنهان کردن این راز، هوگو را در اتاق زیر شیروانی به زنجیر بستند و هفته ای یک بار با سر ماهی به او غذا دادند. بعداً بارت به اتاق زیر شیروانی می رود و هوگو فرار می کند و می خواهد او و بارت را دوباره به هم بدوزد. دکتر هیبرت موفق شد هوگو را بگیرد، اما متوجه شد که جای زخم جراحی در طرف اشتباه است، یعنی بارت همزاد شیطان است. در نتیجه، هوگو آزاد می شود در حالی که بارت در اتاق زیر شیروانی زنجیر شده است. هوگو شبیه بارت است، اما با لباس های ژولیده، موهای نامرتب و دندان های ناقص. از آنجایی که او یک شخصیت خانه درختی وحشت است، در تداوم قسمت اصلی وجود ندارد.

### دیگر شخصیت‌ها
مجموعه همچنین حاوی بازیگرهای کمکی شامل معلمان، همکاران، دوستان خانوادگی، خویشاوندان، اهالی شهر و افراد مشهور درون مجموعه نیز هست. سازندگان در حقیقت در نظر داشتند تا با این شخصیت‌ها، مسئولیت‌های خالی موجود را پر کنند که تعدادی از این شخصیت‌ها بعدها گسترش یافتند و در قسمت خودشان نقش اصلی بوده‌اند. به عقیده مت گرینیگ، مجموعه تصور کلی دربارهٔ بازیگرهای کمکی زیاد را از نمایش کمدی تلویزیون شهر دوم الهام گرفت.

### سن شخصیت‌ها
با گذشت مناسبت‌های سالانه همچون تولدها و تعطیلات، سیمپسون‌ها در میان قسمت‌ها پیر نمی‌شوند. (از لحاظ فیزیکی یا سنی که در آن قرار دارند) و همچنان مانند زمان آغاز مجموعه هستند. سیمپسون‌ها در سالی که قسمت آن تولید میبیسبسش بک‌ها) شخصیت‌ها را در نقطه دیگری در زندگی خود (با سنی متفاوت) نشان می‌دهد. برای نمونه در قسمت سال ۱۹۹۱ به نام "من با مارج ازدواج کرده‌ام", بارت (که ۱۰ ساله است) نشان می‌دهد که ممکن است در ۱۹۸۰ یا ۸۱ به دنیا آمده باشد. اما در قسمت سال ۱۹۹۵ به نام "و مگی سه می‌سازد", مگی (که تقریباً ۱ سال دارد) نشان می‌دهد که ممکن است در ۱۹۹۳ یا ۹۴ به دنیا آمده باشد. با توجه به دیدگاه پیر نشدن (بزرگ نشدن) شخصیت‌ها، وقتی در قسمت بیرون از مرز (شکستن مرز) مرد خانواده قسمت «مرد سیمپسون‌ها» از بارت پرسیده شد چه مدت مورد زورگویی نلسون مانتز قرار گرفته، بارت پاسخ می‌دهد: «۲۴ سال»، همچنین در فصل ۳۱ دیویی لارگو معلم موسیقی لیسا می‌گوید «ما ۳۰ سال است یه همین قطعه را تمرین می‌کنیم!»، لیسا سیمپسون دوبار تولد ۸ سالگی داشت (دو قسمت مختلف).

## محیط
سیمپسون‌ها در شهری خیالی در ایالات متحده به نام اسپرینگ‌فیلد در ایالتی نامعلوم قرار دارند. مجموعه از توجه به مکان اسپرینگفیلد خودداری می‌کند. جغرافیای اسپرینگفیلد و اطرافش شامل سواحل، بیابان‌ها، زمین‌های کشاورزی گسترده، کوه‌های بلند و هر چیزی که داستان یا طنز نیاز دارد می‌شود. گرینیگ گفته اسپرینگفیلد وجه تشابه زیادی با پورتلند، اورگن دارد، جایی که او بزرگ شده‌است. نام «اسپرینگ‌فیلد» نامی رایج در آمریکا است که در ۲۲ ایالت وجود دارد. گرینیگ گفته که آن را بر اساس اسپیرینگ فیلد، اورگن نام‌گذاری نموده و شهر ساختگی اقتباسی از مجموعه تلویزیونی پدر بهترین را می‌داند، است.

## ادعای پیش‌بینی وقایع
از نظر برخی، به ویژه در شبکه‌های اجتماعی، مجموعه سیمپسون به پیش‌بینی بسیاری از وقایع عادت دارد. در طول پخش این مجموعه، بسیاری از چیزهایی که در آینده وقت نمایش قسمت‌های آن نشان داده شده‌اند واقعاً اتفاق افتاده‌است. این که چنین کاری به خاطر تیزهوشی نویسندگان آن است یا از روی شانس و تصادف معلوم نیست ولی همه اتفاقات در حال رخ دادن است. در مقابل، عده‌ای با بررسی موارد ادعا شده، آنها را نه پیش‌بینی، بلکه تفسیری از آینده با استفاده از وقایع گذشته و حال در حدود ۶۷۵ قسمت می‌دانند که برای طرفداران نظریه تئوری توطئه و افرادی که علمِ به واقعیت‌های آن زمان ندارند جذاب است. به علاوه این مجموعه پیش‌بینی‌های بسیار دیگری دارد که محقق نشده‌اند. از نظر آنها، برخی از ادعاها نیز جعلی است و مربوط به این مجموعه نیست.

### خودروی پرنده
یکی از قسمت‌های پخش شده در سال ۱۹۹۲ با تصویری از ۴۰ سال بعد آن در سال ۲۰۳۲ به پایان می‌رسد. در این صحنه، یک خودروی پرنده از کنار هومر و بارت هنگام ورود به سینما رد می‌شود. در سال ۲۰۱۷ نمونه اولیه خودروهای پرنده به نمایش درآمده‌اند.

### سال ۲۰۱۴
در قسمتی که در سال ۱۹۹۵ پخش شد برای نخستین‌بار، همه داستان این اپیزود به در سال ۲۰۱۴ اتفاق می‌افتاد. در این قسمت، اشاره‌های فراوانی به تلفن‌های تصویری، ساعت‌های هوشمند، رواج آنتن‌های ماهواره‌ای و ادامه فعالیت گروه موسیقی رولینگ استونز شد که همگی آن‌ها درست بودند. در مقابل برخی می‌گویند که از سال ۱۹۵۰ در فیلم‌ها، کتاب‌ها و برنامه‌های تلویزیونی از تکنولوژی آینده و ساعت‌های هوشمند صحبت کرده‌اند. به علاوه در سال ۱۹۹۴ Timex Datalink نخستین ساعت هوشمند را رونمایی کرده که قابلیت انتقال داده به رایانه را داشته‌است.

### انتخابِ ترامپ
در اپیزود، «بارت در آینده» که سال ۲۰۰۰ نمایش داده شد، به ریاست‌جمهوری دونالد ترامپ اشاره شده‌است. لیزا سیمپسون که در این اپیزود به ریاست‌جمهوری آمریکا رسیده در جمله‌ای که اکنون پس از پیروزی دونالد ترامپ در انتخابات آمریکا شهرت فراوانی یافته‌است، به بی‌پولی و ورشکستگی آمریکا پس از ریاست‌جمهوری ترامپ اشاره کرد. برخی این مسئله را پیش‌بینی این کارتون از واقعیت دانستند. از آنجایی که ترامپ از سال ۱۹۹۹ میلادی ایده نامزدی ریاست جمهوری آمریکا را در سر می‌پرورانده و در انتخابات درون حزبی نیز شرکت کرده بود، پیش‌بینی واژه مناسبی بنظر نمی‌رسد.
به علاوه برخی به تصویری پخش شده با جزئیات در سال ۲۰۰۰ از حرکت ترامپ بر روی پله برقی که سال ۲۰۱۵ اتفاق افتاد اشاره می‌کنند. اما در واقع این صحنه نه در سال ۲۰۰۰، بلکه در سال ۲۰۱۵ پس از اعلام نامزدی ترامپ برای انتخابات ریاست جمهوری ساخته شده‌است.

### مرگ دونالد ترامپ
در یک نمونهٔ دیگر، تصویری به صورت گسترده در شبکه‌های اجتماعی پخش شد و ترامپ را در تابوت نشان می‌داد. اما با بررسی قسمت‌های منتشر شدهٔ این مجموعه، مشخص شده‌است که این تصویر هیچگاه در این مجموعه پخش نشده‌است و برای نخستین‌بار در سال ۲۰۱۷ توسط یک سایت جعل شده و سپس مورد توجه بسیار طرفداران تئوری توطئه قرار گرفته‌است.

### ویروس کرونا
پس از شیوع ویروس کرونا، در فضای مجازی بخشی از این کارتون پخش و گفته شد که این پویانمایی کروناویروس را پیش‌بینی کرده‌است. در قسمت بیست و یکِ فصل چهار این پویانمایی در یک کارخانه که از متن روی جعبه‌های آنجا مشخص است مربوط به آسیای شرقی است و یک کشور نزدیک ژاپن یکی از کارکنان آنجا عطسه می‌کند و از دهان آن فرد ویروسی بیرون آمده و در جعبه جای می‌گیرد، وقتی آن جعبه‌ها به سطح مردم شهر می‌رسد همه دچار آن ویروس می‌شوند و ویروس در سراسر شهر پخش می‌شود و به نامِ «آنفلوانزای اوزاکا» ژاپن شناخته می‌شود. از این رو برخی این قسمت را به شیوع ویروس کرونا ربط داده‌اند اما جدا از اینکه منشأ ویروس به ژاپن ربط داده شده، دنیا چندین مورد آنفلوانزای واگیردار مهم مانند آنفلوانزای اسپانیایی، آنفلوانزای آسیایی ۱۹۵۷–۱۹۵۸، آنفلوانزای هنگ کنگ ۱۹۶۸–۱۹۶۹ و... داشته‌است و از این رو آنچه که این مجموعه به نامِ «آنفلوانزای اوزاکا» نشان داده، یک نوع تفسیر می‌باشد از آنفلوانزاهایی که قبلاً نیز روی داده‌است. سایت اسنوپس این فرض که پویانمایی سیمپسون‌ها، شیوع ویروس کرونا را پیش‌بینی کرده باشد، رد کرده‌است.

## فیلم
فیلم سیمپسون‌ها نیز به صورت جهانی در ۲۷ ژوئیه ۲۰۰۷ اکران شد که فروشی بیش از ۵۲۷ میلیون دلار داشت.